# Sea Dragon (US Navy)
Die Sea Dragon ist eine Überschallrakete, welche ab 2020 als Antischiffsrakete von U-Booten eingesetzt werden soll. Das System ist seit 2012 in der Entwicklung und soll auf einer bekannten, aber ungenannten Rakete basieren. Zwischen 2015 und 2018 wurde etwa 300 Millionen US-Dollar für die Entwicklung genehmigt. Bekannt wurde das Projekt, als bei einem ungenannten Vertragsunternehmen 614 Gigabyte an Daten gestohlen worden sind. Der Crack auf ein ungesichertes Netzwerk soll vom chinesischen Ministerium für Staatssicherheit stammen.